# Gullik Falk
Gullik Alfred Falk, född 3 september 1875 i Borgsjö socken, död 31 december 1928 i Alby, samma socken (lunginflammation), var en svensk skomakare och spelman på fiol.

## Biografi
Gullik Falk började spela fiol i ung ålder och uppträdde vid åtta års ålder tillsammans med sin äldre bror Nils Erik Falk, men blev sedermera lärjunge till Spel Gulle, en stor spelman i Medelpad under 1800-talet och Falks mors kusin. Till en början uppträdde han med dåtidens nyare dansmusik, men inriktade sig senare främst på de gamla låtarna. Genom Spel Gulle fick han mycket av sin repertoar och ska också ha tillägnat sig Spel Gulles säregna teknik. Falk blev tidigt uppmärksammad för sin skicklighet och blev därför anlitad i både Medelpad och Jämtland som spelman vid bröllop. Falk deltog också i flera spelmanstävlingar och spred således kunskap om den medelpadska folkmusiken.
Falk avled på nyårsafton 1928, vid 53 års ålder, i dubbelsidig lunginflammation som följd av en olycka på fosfatfabriken i Ljungaverk.
Falk ansågs av Svenska låtar (1928) ha en ovanlig teknik och därtill en stor kännedom om fiolens resurser. Han använde sig av flera spelstilar som inte var vanliga bland allmogespelemän, bl.a. dubbelgrepp, flageoletter och lägesspel. Han var notkunnig och besatt en omfattande repertoar. Mycket av hans repertoar ska enligt honom själv ha härrört från ”de tre Spelen” – de tre stora spelmännen under 1800-talet i Medelpad: Spel Gulle, Spel Erik och Spel Jöns. Några av melodierna ska ha kommit från Lapp Nils, men han komponerade även många melodier själv och hade som vana att skriva dessa kompositioner på äldre spelmän.

## Autenticitet
I en skrift från 1970 i Sörmlandslåten, Södermanlands folkmusiksförbunds medlemsblad, skriver spelmannen och upptecknaren Nils Olsson att många av de polskor som Falk hävdade härrörde från ”de tre Spelen” i själva verket var komponerade av Falk själv, och att Falk fabricerat bakgrundsberättelser om polskorna. Detta gäller enligt Olsson t.ex. Marknadspolskan efter Spel Jöns som enligt Falks son William Falk ska ha varit komponerad av Gullik själv. Spel Eriks vals från Svenska låtar ska i själva verket ha varit komponerad av Falks kamrat Henning Larsson i Boda inför en spelning på Restaurant Continental i Stockholm enligt Larsson själv. Enligt Falks äldre bror, Nils Erik Falk, ska de båda i ungdomen mest ha spelat dåtidens moderna dansmusik uppe i Borgsjö och att Nils Erik själv fick stå för polskespelet eftersom Gullik inte lärt sig. När Nils Olsson själv bodde i Borgsjö och talade med äldre uppgav de enligt Olsson att Falks spel var svårt att dansa till eftersom han spelade utsirat så att det inte gick att känna takten, och att Falk därför inte anlitades till bröllop.
Falk berättade för Folkmusikkommissionen att han ärvt en notsamling av en år 1894 avliden Olof Johan Ekberg i Östbyn, men denna samling ska enligt Olsson aldrig ha existerat efter att Olsson samtalat med Ekbergs dotter Karin Karlsson. Enligt Karlsson upptecknade hennes far aldrig någon folkmusik, utan ogillade den och ansåg den inte vara musik. Hans notsamlingar, som Karlsson hade ärvt, bestod enbart av konsertmusik, mestadels violinkonserter. Enligt Olsson hade Olof Andersson, som verkade som medförfattare av Svenska låtar, uttryckt till honom i ett brev att dessa fakta inte medkom i trycket av Svenska låtar år 1928 eftersom medlemmar av Folkmusikkommissionen ännu levde, och inte ville framstå som okunniga gällande Falks spel och bakgrundshistorier. Sven Kjellström, som medverkade som domare i många folkmusiktävlingar, ska ha uttryckt att Falk var en skicklig ”fiolist” vid de tidiga tävlingarna, men att han sedan övergått till mycket pizzicatospel och flageoletter och mycket lite melodispel. På samma sätt ska spelmannen Göran Olsson-Föllinger på 30-talet uttryckt att han som tävlingsdomare i Sundsvall blivit mycket besviken på den omtalade Falks spel, som då spelade mycket orent och suddigt, men ändå vann första pris.
I en kommentar till Olssons skrift skriver spelmannen Gustaf Wetter att även om Falk komponerat mycket av den musik som han påstod sig ha ärvt, är kompositionerna vackra och skickliga, fulla av ornamentik. Wetter skriver att Nils Olsson är en framstående kännare av folkmusiktraditionen i Medelpad, men att han tycker det låter besynnerligt att Falk skulle kunna föra erfarna spelmanskännare som Olof Andersson och Sven Kjellström bakom ljuset.
Ahlgren resonerar i Medelpads folkmusiksförbunds medlemsblad Stråkbruket att det förenklade arbetet för Folkmusikkommissionen avsevärt att Gullik Falk påstod sig inneha ett så digert material av de äldre spelmännens musik, som dessutom redan var nedtecknat, med ornamentik därtill. På så sätt behövde man inte söka djupare efter källor, utan man nöjde sig med det man fick av Falk. Falks spelteknik med pizzicato och lägesspel imponerade uppenbarligen mycket på publik och jury. Falk spelade mycket med Henning Larsson på Berns salonger i Stockholm i början av 1900-talet och möjligen ansågs de ”äkta” polskorna vara för simpla för denna mondäna miljö. Många vittnar enligt Ahlgren om att Falk var en skicklig violinist, men att han inte uppnådde den rätta dansrytmen i gammelpolskorna som allmogen på landsbygden ville ha.
Möjligen var Falk orolig att hans egna kompositioner inte skulle bli accepterade om han uppgav sig själv som upphovsman. Falks spelkamrat Henning Larsson sade själv om Falk: ”En Gullik hade inga ambitioner att klara sig själv, han var för blyg och hade en drömmar-attityd. Han var dålig att hävda sig själv, men att spela var han en mästare i.”

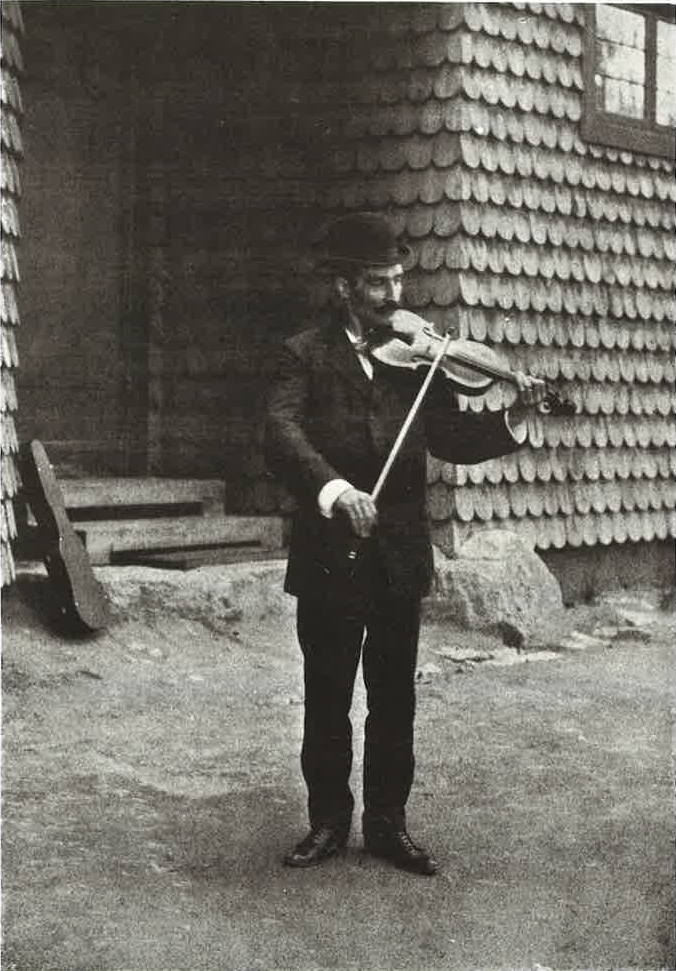
Gullik Falk porträtterad i Svenska låtar (1928)